# Kirill Andreyevich Moryganov
Kirill Andreyevich Moryganov (tiếng Nga: Кирилл Андреевич Морыганов; sinh ngày 7 tháng 2 năm 1991) là một cầu thủ bóng đá người Nga. Anh thi đấu cho FC Murom.

## Đời sống cá nhân
Anh là anh em sinh đôi của Artyom Moryganov.